# Sophronica leonensis
Sophronica leonensis är en skalbaggsart som beskrevs av Stefan von Breuning 1940. Sophronica leonensis ingår i släktet Sophronica och familjen långhorningar.
Artens utbredningsområde är Sierra Leone. Inga underarter finns listade i Catalogue of Life.